# Lac Tegern
Pour les articles homonymes, voir Tegernsee.
Le lac Tegern (en allemand : Tegernsee) ou Tegernsee est un lac des Alpes bavaroises, située à 50 km au sud de Munich, en Bavière.

## Géographie
Sa superficie est de 893,4 ha (soit 8,934 km2). Globalement orienté nord-sud, il s'étend dans sa plus grande longueur sur 6,5 km et sur 1,4 km dans sa plus grande largeur, la longueur totale de ses berges dépassant les 20 km.
Sa profondeur moyenne est de 36,3 m et sa profondeur extrême de 72,6 m. Il est principalement alimenté par les cours d'eau suivants : Weißach, Rottach, Söllnbach et Alpbach, et donne lui-même naissance à la rivière Mangfall.
Au sud, le lac Tegern présente deux baies plus grandes que les autres. L'une au sud-ouest, d'une taille de 14,2 ha, est située dans le prolongement de l'embouchure de la rivière Weißach et l'autre au sud-est, mesurant 40 ha, reçoit la Rottach. 
Le lac possède aussi une petite île inhabitée, de 1 940 m2.

## Faune
On y trouve notamment des truites dorées (Oncorhynchus mykiss), des tanches (Tinca tinca), des carpes (Cyprinus carpio), des anguilles (Anguilla anguilla) et des sandres (Sander lucioperca).